# 叙奇
叙奇，是匈牙利赫维什州所辖的一个村。总面积17.38平方公里，总人口1591，人口密度91.5人/平方公里（2011年1月1日）。